# 大野雄二
大野雄二（／ Yuji Ohno，1941年5月30日—），出生於日本静岡縣熱海市，日本作曲家、編曲家、鋼琴家。以「ちゅうめい」為化名。以參與《魯邦三世系列》的配樂製作而知名。他也曾經為《星雲假面》和《哥普拉》等作品製作配樂。
在專門為日本電視台音樂和擔任自由職業者後，目前他所屬VAP。大野雄二也是爵士三重奏組的成員，成員包括捷克貝斯手米拉斯拉夫・維特斯和美國鼓手蘭尼·懷特。

## 來歷
大野出生於熱海市大野屋酒店的創始家庭，自小學開始彈鋼琴。。高中時期，他與單簧管演奏家、未來的NHK播音員明石勇、以及慶應義塾高等學校的同學組成了少年音樂組合「ジュニア・ライト・ミュージック」。在該時期大野自學了爵士樂。後在慶應義塾大學法學院就讀期間，大野加入了樂隊「慶應義塾大學音樂協會」的成員。後在渋谷毅的推薦下，大野加入了藤家虹二的五重奏組合，成為一名專業鋼琴家。
1966年，大野以參與白木秀雄的五重奏LP「HIDEO SHIRAKI MEETS YUZO KAYAMA」作為專輯處女作，後自行組成了自己的樂隊「大野雄二トリオ」。
1970年代初，他從樂團的鋼琴家請辭，全身心地投入到作曲、電視劇和電影的伴奏中。1976年，大野為電影《犬神家的一族》作曲。出演該片的石坂浩二是大野在慶應義塾高中和慶應大學的同學。劇場版的宣傳資料中包含一篇關於石坂訪問大野錄音室的文章。後在1977年，大野負責電視版《魯邦三世 PART2》的音樂製作，並在70年代初期繼承了爵士搖滾和跨界音樂，並將它們反映在電影音樂和歌手專輯中。

## 作品

### 專輯
| 發行日         | 發行商                       | 規格           | 規格品番  | 標題                     | 備註                     |
| -------------- | ---------------------------- | -------------- | --------- | ------------------------ | ------------------------ |
| 1975年         | SONY                         | LP             | YFSC-29   | Sound Adventure Act.1    |                          |
| 2015年11月20日 | BRIDGE INC.                  | 藍光規格CD     | EGDS-69   | Sound Adventure Act.1    | 2015年發行數位重製版     |
| 1976年         | RVC                          | LP             | RVL-5505  | マイ・リトル・エンジェル |                          |
| 2014年10月22日 | RCA                          | CD             | SICP-4292 | マイ・リトル・エンジェル |                          |
| 1977年         | 日本索尼音樂娛樂             | LP             | 25AP-738  | 永遠のヒーロー           |                          |
| 2014年7月10日  | BRIDGE INC.                  | Blu-spec CD2   | EGDS-68   | 永遠のヒーロー           | 2014年發行數位重製版     |
| 1978年4月      | CBS・ソニー                  | LP             | 25AH-501  | スペース・キッド         |                          |
| 2013年4月10日  | BRIDGE INC.                  | Blu-spec CD2   | EGDS-66   | スペース・キッド         | 2013年發行數位重製版     |
| 1979年9月      | ポニー・キャニオン           | LP             | C22R-0028 | サイレント・ダイアローグ | 大野雄二製作、松田昌專輯 |
| 1981年         | CBS・ソニー                  | LP             | 30AH-1202 | COSMOS                   |                          |
| 2013年4月10日  | BRIDGE INC.                  | Blu-spec CD2   | EGDS-67   | COSMOS                   | 2013年發行數位重製版     |
| 1982年         | JVC建伍胜利娱乐・invitation  | LP             | VIH-28104 | LIFETIDE-生命潮流        |                          |
| 2010年1月20日  | BRIDGE INC.                  | CD（紙ジャケ） | EGDS-48   | LIFETIDE-生命潮流        | 2010年發行數位重製版     |
| 1983年         | ビクター音楽産業・invitation | LP             | VIH-28119 | フル・コース             |                          |
| 2011年3月8日   | BRIDGE INC.                  | CD（紙ジャケ） | EGDS-49   | フル・コース             | 2011年發行數位重製版     |

### 電影
- さらば夏の光よ（日语：さらば夏の光よ）（1976年 - 松竹、Burning_Production）
- 犬神家的一族（1976年電影）（日语：犬神家の一族 (1976年の映画)）（1976年 - 角川春樹事務所（日语：角川春樹事務所）、東寶）
- おとうと（1976年 - 松竹、バーニングプロ）
- 人間的証明（1977年 - 角川春樹事務所、東映）
- 最も危険な遊戯（日语：最も危険な遊戯）（1978年 - 東映芸能ビデオ、東映セントラル・フィルム）
- 野性的證明（1978年 - 角川春樹事務所、東映）
- 鲁邦三世 鲁邦VS複製人（1978年 - 東京ムービー新社）
- 殺人遊戯（1978年電影）（日语：殺人遊戯）（1978年 - 東映）
- 乱れからくり（日语：乱れからくり）（1979年 - 東寶映画）
- 黄金の犬（日语：黄金の犬）（1979年 - 大映映画）
- 魯邦三世卡里奧斯特羅之城（1979年 - 東京ムービー新社）
- 処刑遊戯（日语：処刑遊戯）（1979年 - 東映）
- おさな妻（日语：おさな妻）（1980年 - にっかつ）
- この子の七つのお祝いに（日语：この子の七つのお祝いに）（1982年 - 松竹映画）
- 魯邦三世 巴比倫的黃金傳說（日语：ルパン三世 バビロンの黄金伝説）（1985年 - 東寶、東京ムービー新社、日本電視台、讀賣電視台）
- あいつに恋して（日语：あいつに恋して）（1987年 - フィルムリンク・インターナショナル、日本華納音樂、日本電視台）
- 悲しきヒットマン（日语：悲しきヒットマン）（1989年 - 東映）
- 鲁邦三世 去死吧！諾斯特拉達姆斯（日语：ルパン三世 くたばれ!ノストラダムス）（1995年 - 魯邦三世製作委員会）
- 鲁邦三世 DEAD OR ALIVE（日语：ルパン三世 DEAD OR ALIVE）（1996年 - ルパン三世製作委員会） - テーマ曲のみ
- あぶない刑事リターンズ（日语：あぶない刑事リターンズ）（1996年 - あぶない刑事製作委員会） - ゲスト参加
- 義務と演技（日语：義務と演技）（1997年 - TBS、東映）
- 犬神家的一族（2006年電影）（日语：犬神家の一族 (2006年の映画)）（2006年 - 犬神家の一族製作委員会）
- 鲁邦三世VS名偵探柯南 THE MOVIE（2013年 - 「鲁邦三世VS名偵探柯南」製作委員会） - 大野克夫共同製作
- 魯邦三世 THE FIRST（2019年 - 2019映画「鲁邦三世」製作委員会）

### 電視作品

#### 電視劇
- ナタを追え（1970年、NHK）
- 石立鐵男（日语：石立鉄男）&ユニオン映画（日语：ユニオン映画）系列（日本電視台）
  - おひかえあそばせ（日语：おひかえあそばせ）（1971年）
  - 気になる嫁さん（日语：気になる嫁さん）（1971年 - 1972年）
  - パパと呼ばないで（日语：パパと呼ばないで）（1972年 - 1973年） ※主題歌由羽根田武邦作曲
  - 雑居時代（日语：雑居時代）（1973年 - 1974年）
  - 水もれ甲介（日语：水もれ甲介）（1974年 - 1975年）
  - 気まぐれ天使（日语：気まぐれ天使）（1976年 - 1977年）
  - 気まぐれ本格派（日语：気まぐれ本格派）（1977年 - 1978年）
- 火曜日之女系列（日语：火曜日の女シリーズ）（日本電視台）
  - 喪服の訪問者（日语：喪服の訪問者）（1971年、国際放映）
  - 山峡之章（日语：山峡の章#1972年版）（1972年、東京映画）
  - 男と女と（日语：結婚って何さ#1973年版）（1973年、国際放映）
- 土曜日之女系列（日语：火曜日の女シリーズ）（日本電視台）
  - 天使が消えていく（日语：天使が消えていく）(1973年、ユニオン映画)
  - 女子高校生殺人事件（日语：女子高校生殺人事件）（1974年、ユニオン映画）
- 愛のサスペンス劇場（日语：愛のサスペンス劇場）（日本テレビ）
  - 炎の記憶（1975年、東京映画）
  - 歯止め#1976年版（日语：歯止め#1976年版）（1976年、東京映画）
  - 再会～ふるさとさむく（1976年、大映映画）
  - 愛が見えますか…（1976年、東京映画）
  - 愛が試される時（1977年、東京映画）
- 家光が行く（日语：家光が行く）（1972年、ユニオン映画・日本電視台）
- 戦国ロック はぐれ牙（日语：戦国ロック はぐれ牙）（1973年、C.A.L.、富士電視台）
- 少年ドラマシリーズ（日语：少年ドラマシリーズ）(NHK)
  - 霧の湖（1974年）
  - 明日への追跡（日语：明日への追跡）（1976年）
- 夢に吹く風（1975年、NHK）
- おふくろさん (テレビドラマ)（日语：おふくろさん (テレビドラマ)）（1975年、PRODUCT・1・日本テレビ）
- 銀河電視小說(NHK)
  - 春の谷間（1977年）
  - 凶水系（1978年）
  - 鏡の中の女（1981年）
  - やつらの戦い（1983年）
  - 愛してよろしいですか（1984年）
  - 風を愛して（1986年）
- 土曜ワイド劇場（日语：土曜ワイド劇場）（テレビ朝日）
  - 新幹線殺人事件（1977年、東映）
  - 「女弁護士 朝吹里矢子（日语：女弁護士 朝吹里矢子）」系列（1979年 -1992年、松竹）
  - 密室の四重奏（松竹）
- 日立スペシャル「風が燃えた（日语：風が燃えた）」（1978年、TBS）
- 大追跡（日语：大追跡 (テレビドラマ)）（1978年、東宝・日本電視台）
- 犬笛（日语：犬笛 (小説)#1978年版）（1978年、大映映像・日本テレビ）※テーマ曲のみ
- 南大平洋ミュージカル サラムム（1979年、東京基德兄弟（日语：東京キッドブラザーズ） / テレビ朝日）
- 遥かな坂（1979年、朝日電視台）
- 連續電視小說
  - マー姉ちゃん（日语：マー姉ちゃん）（1979年）
  - いちばん太鼓（日语：いちばん太鼓）（1985年 - 1986年）
- 大激闘マッドポリス'80（日语：大激闘マッドポリス'80）（1980年、東映 / 日本電視台）
- 火曜劇場（日语：火曜劇場）「愛しい女」（1980年、日本電視台）
- 特命刑事（日语：特命刑事）（1980年、東映 / 日本電視台）
- 俺はご先祖さま（日语：俺はご先祖さま）（1981年 - 1982年、オフィス・ヘンミ / 日本電視台）
- はらぺこ同志（日语：はらぺこ同志）（1982年、オフィス・ヘンミ / TBS）
- ママたちが戦争を始めた!（日语：ママたちが戦争を始めた!）（1985年、PDS / 日本電視台）
- イキのいい奴（日语：イキのいい奴）（1987年、NHK）
- 金曜女のドラマスペシャル（日语：金曜女のドラマスペシャル）「気がつけば騎手の女房」（富士電視台 ）
- 木曜劇場「わたしの可愛いひと（日语：わたしの可愛いひと）」（フジテレビ）
- 土曜グランド劇場（日语：土曜グランド劇場）(日本テレビエンタープライズ・日本電視台])
  - お父さん (テレビドラマ)（日语：お父さん (テレビドラマ)）（1990年）
  - 外科医・有森冴子（日语：外科医・有森冴子）（1990年・1992年）
- 24小時電視_「愛心救地球」「いつか見た青い空!盲導犬ハッピー号の大冒険」（日本電視台]）
- 「終の夏かは」（日本テレビ）
- 生命燃ゆ（日语：生命燃ゆ）（1992年、石原製作（日语：石原プロモーション）・朝日電視台）
- 金曜エンタテインメント（日语：金曜エンタテインメント）『おばさんデカ 桜乙女の事件帖（日语：おばさんデカ 桜乙女の事件帖）1』（1994年、富士電視台）
- 江戶的大鏢客（日语：江戸の用心棒 (1994年のテレビドラマ)）（1994年 - 1996年、ユニオン映画・日本電視台]）
- 月曜ドラマスペシャル「ひとさらい」（大映電視・TBS）
- 宮城電視台開局30周年記念節目「好き? 誰かを愛してますか」（1999年、宮城電視台・日本電視台）
- Legal_High（2012年、共同電視・富士電視台） ※第1期第7話

#### 動畫・特攝
- 魯邦三世系列（TMS娛樂・日本電視台）
  - 魯邦三世 PART2（日语：ルパン三世 (TV第2シリーズ)）（1977年 - 1980年、東京ムービー新社・日本電視台）
  - 魯邦三世 PART3（日语：ルパン三世 PARTIII）（1984年 - 1985年、讀賣電視台・東京ムービー新社・日本電視台）
  - 魯邦三世 再見，自由女神。危機一刻！（日语：ルパン三世 バイバイ・リバティー・危機一発!）（1989年）
  - 魯邦三世 海明威手稿之謎（日语：ルパン三世 ヘミングウェイ・ペーパーの謎）（1990年）
  - 魯邦三世 拿破崙辭典爭奪戰（日语：ルパン三世 ナポレオンの辞書を奪え）（1991年）
  - 魯邦三世 俄羅斯之戀（日语：ルパン三世 ロシアより愛をこめて）（1992年）
  - 魯邦三世 魯邦暗殺指令（日语：ルパン三世 ルパン暗殺指令）（1993年）
  - 魯邦三世 燃燒的斬鐵劍（日语：ルパン三世 燃えよ斬鉄剣）（1994年）
  - 魯邦三世 追尋哈里毛的寶藏（日语：ルパン三世 ハリマオの財宝を追え!!）（1995年）
  - 魯邦三世 暮色☆雙子鑽石的秘密（日语：ルパン三世 トワイライト☆ジェミニの秘密）（1996年） - テーマ曲のみ
  - 魯邦三世 華瑟P38（日语：ルパン三世 ワルサーP38）（1997年）
  - 魯邦三世 炎之記憶～東京危機～（日语：ルパン三世 炎の記憶〜TOKYO CRISIS〜）（1998年）
  - 魯邦三世 愛的記號～FUJIKO'S Unlucky Days～（日语：ルパン三世 愛のダ・カーポ〜FUJIKO'S Unlucky Days〜）（1999年）
  - 魯邦三世 一美元的戰爭（日语：ルパン三世 1$マネーウォーズ）（2000年）
  - 魯邦三世 通往惡魔島（日语：ルパン三世 アルカトラズコネクション）（2001年）
  - 魯邦三世 EPISODE: 初次交鋒（日语：ルパン三世 EPISODE:0 ファーストコンタクト）（2002年）
  - 魯邦三世 寶物返還大作戰（日语：ルパン三世 お宝返却大作戦!!）（2003年）
  - 魯邦三世 被盜的魯邦～模仿者是盛夏之蝶～（日语：ルパン三世 盗まれたルパン 〜コピーキャットは真夏の蝶〜）（2004年）
  - 魯邦三世 天使的策略～夢的碎片是殺人的香味～（日语：ルパン三世 天使の策略 〜夢のカケラは殺しの香り〜）（2005年）
  - 魯邦三世 七日狂想曲（日语：ルパン三世 セブンデイズ・ラプソディ）（2006年）
  - 魯邦三世 霧之迷（日语：ルパン三世 霧のエリューシヴ）（2007年）
  - 魯邦三世 Sweet Lost Night～魔法神燈是噩夢的預兆～（日语：ルパン三世 sweet lost night 〜魔法のランプは悪夢の予感〜）（2008年）
  - 鲁邦三世VS名侦探柯南（2009年、「鲁邦三世VS名侦探柯南」製作委員会（日本電視台、讀賣電視台、TMS娛樂、小学館）） - 大野克夫共同
  - 魯邦三世 The Last Job（日语：ルパン三世 the Last Job）（2010年）
  - 魯邦三世 血之刻印 永遠的美人魚（日语：ルパン三世 血の刻印 〜永遠のMermaid〜）（2011年）
  - 魯邦三世 東方見聞錄～Another Page～（日语：ルパン三世 東方見聞録 〜アナザーページ〜）（2012年）
  - 魯邦三世 微風公主～隱藏的空中都市～（日语：ルパン三世 princess of the breeze 〜隠された空中都市〜）（2013年）
  - 鲁邦三世 PART4（2015年 - 2016年）
  - 魯邦三世 義大利遊戲（日语：ルパン三世 イタリアン・ゲーム）（2016年[7]）
  - 鲁邦三世 PART5（2018年）
  - 魯邦三世 再見搭檔（日语：ルパン三世 グッバイ・パートナー）（2019年）
  - 魯邦三世 過去的監獄（日语：ルパン三世 プリズン・オブ・ザ・パスト）（2019年）
  - 鲁邦三世 PART6（2021年）
- 太空突擊隊 （1978年）
- 24小時電視_「愛心救地球」（日本電視台）
  - 一百萬年地球之旅：班德書（日语：100万年地球の旅 バンダーブック）（1978年、手塚製作）
  - 海底超特急（日语：海底超特急マリンエクスプレス）（1979年、手塚製作）
  - 即將到來的世界（日语：フウムーン）（1980年、手塚製作ン）
  - 仙女座故事（日语：アンドロメダ・ストーリーズ）（1982年、東映動画）
  - 時光倒流10000黃金・玫瑰（日语：タイムスリップ10000年プライム・ローズ）（1983年、手塚製作、日本電視台）
- 哥普拉（1982年 - 1983年、東京ムービー新社・富士電視台） ※主題歌のみ担当
- 星云假面（1984年、東映・讀賣廣告社・日本電視台）
- 學園戰記無量（日语：学園戦記ムリョウ）（2001年、「学園戦記ムリョウ」製作委員会（NHKエンタープライズ・NHK出版・キングレコード）・マッドハウス・NHK）

#### 其他番組
- 102號演播廳（日语：スタジオ102）（NHK）
- ベスト30歌謡曲（日语：ベスト30歌謡曲）（1972年 - 1976年、NET）
- ニュースセンター9時（日语：ニュースセンター9時）（1974年 - 1977年、NHK）
- 24小時電視_「愛心救地球」（1978年 - 1991年、日本電視台）
- 昭和回顧録（日语：昭和回顧録）（1978年 - 1981年、NHK）
- 森繁対談・日曜日のお客様（日语：森繁対談・日曜日のお客様）（1982年、毎日放送）
- ルポルタージュにっぽん（日语：ルポルタージュにっぽん）（1978年 - 1984年、NHK）
- 海外ウィークリー（日语：海外ウィークリー）（1980年 - 1985年、NHK）
- 生命潮流（1982年、日本電視台）
- 小さな旅（日语：小さな旅）（1983年 - 、NHK）
- おもしろ人間ウォンテッド!!（日语：おもしろ人間ウォンテッド!!）（日本テレビ）
- NHK特集「磯村尚徳（日语：磯村尚徳） 東西国境5000キロの旅 -ヨーロッパ分割40年-」（1985年、NHK）
- NHK特集「富士山」（1986年、NHK）[8]
- 愛ラブ・リビング（日本テレビ）※アルバム『フルコース』より流用
- 忘れ得ぬ山河 尾瀬・手紙が綴る四季（NHK）

### 影像作品/非電影院首映
- NORA（日语：NORA）（フィルムリンク・インターナショナル）
- 戰鬥王（美国广播公司、東京ムービー新社）
- 狙撃 THE SHOOTIST（日语：狙撃 THE SHOOTIST）系列（東映ビデオ、Central Arts（日语：セントラル・アーツ））
- ハラスのいた日々（VAP）
- 悪人専用（東映ビデオ、セントラル・アーツ）
- 夜のストレンジャー 恐怖（東映ビデオ、セントラル・アーツ）
- ろくでなし LAST DOWN TEN（東映ビデオ、セントラル・アーツ）
- 復讐の掟 ROGUE COP（日语：復讐の掟 ROGUE COP）（東映ビデオ、セントラル・アーツ）
- あなたが振り返るとき（日语：あなたが振り返るとき）（日本古倫美亞、グルーパープロダクション）
- XX 美しき凶器（東映ビデオ）
- 魯邦三世活下来的魔术师（日语：ルパン三世 生きていた魔術師）（トムス・エンタテインメント、VAP、日本テレビ）
- 魯邦三世 GREEN vs RED（日语：ルパン三世 GREEN vs RED）（トムス・エンタテインメント、VAP、日本テレビ）
- 魯邦三世 Master File（日语：ルパン三世 Master File）（トムス・エンタテインメント、VAP、日本テレビ）

#### 圖片影像作品
- LaserVision DEMONSTRATION Ⅱ (LD)（1988年、レーザーディスク協会）
- HIGH VISUAL・CHECK DISK / WATCHING PEOPLE  (1989年、LD/DVD)（パイオニアLDC)
- REFERENCE LASER DISC (1990年、LD)（パイオニア）
- サラブレッド 明日をめざす戦士 (1992年、MUSE Hi-Vision LD)（パイオニア）
- Hi-Vision LD Demonstration (1992年、MUSE Hi-Vision LD)（パイオニア）
- Ordinary Europe 素顔の欧羅巴 (1993年、MUSE Hi-Vision LD/DVD)（パイオニアLDC）
- PAL  LD DEMONSTRATION (LD)（パイオニア）

### CD
- 宇宙英雄物語（日语：宇宙英雄物語）シリーズ（ワーナー・パイオニア） ※田中公平と共同

### 職業摔角
- スナイパー・フロム・ザ・ダークネス（新日本職業摔角 / 艾倫·科義（日语：バッドニュース・アレン）主題曲）
- ローリング・ソバット（新日本職業摔角 / 虎面人（英语：Tiger Mask (professional wrestling)）主題曲）

### 遊戲音樂
- - 歐洲行動：勝利之路（日语：ヨーロッパ戦線）（KOEI）
- 鲁邦三世 魔術王遺産（日语：ルパン三世 魔術王の遺産）（バンプレスト/プレイステーション2専用）

### CM
- Lady Borden®
- 雪うさぎ（風月フーズ）他多数[9]

### 競輪
- 競輪テーマA・B - 1982年～1991年競輪使用。

### 樂曲提供
- 麻倉未稀（日语：麻倉未稀）
- 石川小百合[10]
- 石坂浩二
- 岩城滉一（日语：岩城滉一）
- 岩崎宏美
- 尾崎紀世彦
- 梶芽衣子（日语：梶芽衣子）
- 河合奈保子
- 加山雄三
- 桑名正博（日语：桑名正博）
- 格拉西埃拉·蘇薩納（日语：グラシェラ・スサーナ）
- 佐井好子（日语：佐井好子）
- CIRCUS
- 櫻田淳子
- 佐藤奈々子（日语：佐藤奈々子）
- サリナ・ジョーンズ
- 桑迪·霍恩（日语：サンディー）（サンドラ・ホーン名義）
- 篠原惠美
- 柴田恭兵（日语：柴田恭兵）
- 柴田初美（日语：しばたはつみ）：「シンガー・レディ」
- 島谷瞳
- 清水健太郎（日语：清水健太郎）
- 朱里英子（日语：朱里エイコ）
- 山中乔：「人間の証明のテーマ」
- SMAP
- 索尼婭·羅莎（日语：ソニア・ローザ）
- Time Five（日语：タイム・ファイブ）
- DA CAPO（日语：ダ・カーポ (歌手グループ)）
- 武川行秀
- 田中健（演員）（日语：田中健 (俳優)）
- 田中好子
- 坪田直子（日语：坪田直子）
- Duke Aces（日语：デューク・エイセス）
- 富澤美智惠
- 富田伊知郎（日语：富田伊知郎）（MoJo）
- 中森明菜
- 成田賢（日语：成田賢）
- Hi-Fi Set（日语：ハイ・ファイ・セット）
- 林隆三（日语：林隆三）
- 林原惠（まりや名義）
- 潘惠子
- 藤島新（日语：藤島新）
- 藤原喜久男（日语：藤原喜久男）
- 秀夕樹
- 平井菜水（日语：平井菜水）
- 弘田三枝子
- 藤竜也
- 藤原誠（日语：藤原誠）
- BREAD & BUTTER（日语：ブレッド&バター）
- 堀光一路（日语：堀光一路）
- 前野曜子（日语：前野曜子）
- 牧葉ユミ（日语：牧葉ユミ）
- 町田義人（日语：町田義人）：「戦士の休息」
- 松崎茂（日语：松崎しげる）
- 松田優作
- 真璃子（日语：真璃子）
- 水木一郎
- 三波春夫
- 南佳孝（日语：南佳孝）
- 森進一
- 森山良子
- 山口泉（日语：山口いづみ (女優)）
- 山田康雄（日语：山田康雄）
- 由紀沙織（日语：由紀さおり）

## 獎項
- 1976年 每日電影獎音樂獎
- 1978年 日本電影學院獎傑出音樂獎提名
- 1996年 JASRAC賞國際獎（新魯邦三世 BGM）
- 1998年 NHK地域放送文化賞
- 2014年 JASRAC賞 獎銅獎（魯邦三世 Theme 78）

## 外部連結
- 大野雄二Official Web site （页面存档备份，存于）（VAP内）
- 大野雄二公式的X（前Twitter）
- YouTube上的大野雄二 / YUJI OHNO頻道
- 大野雄二非公式ホームページ